# Кастел'Умберто
Кастѐл'Умбѐрто (на италиански: Castell'Umberto; на сицилиански: Castané, Кастане) е малко градче и община в Южна Италия, провинция Месина, автономен регион и остров Сицилия. Разположено е на 660 m надморска височина. Населението на общината е 3278 души (към 2010 г.).